# Gmina Krzeszyce
Die Gmina Krzeszyce ist eine Landgemeinde im Powiat Sulęciński der Woiwodschaft Lebus in Polen. Ihr Sitz ist das gleichnamige Dorf (deutsch Kriescht) mit etwa 1650 Einwohnern.

## Partnerschaften
Mit der deutschen Kleinstadt Altlandsberg besteht eine Partnerschaft.

## Gliederung
Die Landgemeinde besteht aus folgenden 14 Ortsteilen (deutsche Namen bis 1945) mit einem Schulzenamt:
| - Brzozowa (Neuwalde) - Brzozówka - Dębokierz (Dammbruch) - Czartów (Schartowsthal) - Dzierzążna (Brenkenhofsfleiß) - Jeziorki - Karkoszów (Groß Friedrich) - Kołczyn (Költschen) - Krasnołęg (Beaulieu) - Krępiny (Neu Dresden) - Krzemów (Scheiblersburg) - Krzeszyce (Kriescht) - Łąków | - Łukomin (Streitwalde) - Malta (Malta) - Marianki - Maszków (Neudorf bzw. Mittenwalde) - Muszkowo (Mauskow) - Piskorzno (Stuttgardt) - Przemysław (Louisa) - Rudna (Rauden) - Rudnica (Hammer bzw. Klein Költschen) - Świętojańsko (Sankt Johannes) - Studzionka (Albrechtsbruch) - Zaszczytowo (Saratoga und Havannah) |

## Persönlichkeiten
- Otto Barsch (1879–1946), Geologe und Geophysiker; geboren in Költschen
- Eva-Maria Hagen (1934–2022), Schauspielerin; geboren in Költschen.